# Casa Pearl Baker Row
Casa Baker Pearl Row (en inglés: Baker Pearl Row House) es una casa histórica ubicada en Rancho Santa Fe en el estado estadounidense de California. La Casa Baker Pearl Row se encuentra inscrito  en el Registro Nacional de Lugares Históricos desde el 30 de septiembre de 1993.

## Ubicación
Casa Baker Pearl Row se encuentra dentro del condado de San Diego en las coordenadas 33°01′15″N 117°12′06″O / 33.020833, -117.201667.